# Chrysolina bourdonnei
Chrysolina bourdonnei é uma espécie de artrópode pertencente à família Chrysomelidae.